# Mnemiopsis leidyi
El ctenóforo americano (Mnemiopsis leidyi) es una especie de  ctenóforo tentaculado. Es nativo de las aguas costeras del oeste del Océano Atlántico, pero se ha establecido como especie invasora en las regiones europeas y de Asia occidental. Si bien se han nombrado tres especies del género Mnemiopsis, en la actualidad la mayoría de los zoólogos creen que son diferentes formas ecológicas de una misma especie M. leidyi.
Está considerada una de las cien especies exóticas invasoras más dañinas del mundo.

## Descripción y ecología
Posee un cuerpo lobulado de forma ovalada y transparente, con cuatro hileras de peines ciliados que se encuentran ubicados en forma vertical en su cuerpo y que al ser molestados brillan con un color verde azulado. Los ejemplares poseen varios tentáculos que utilizan para alimentarse. A diferencia de los cnidarios, no pican. El cuerpo de los individuos consiste en un 97% de agua. Son organismos pequeños, cuyo cuerpo mide entre 7 a 12 cm de largo y tiene un diámetro de 2.5 cm.
Esta especie es eurioecia, es decir, tolera un amplio rango de condiciones ambientales: salinidad (2 a 38 psu), temperatura de 2 a 32 °C, y diferente calidad de agua.
La especie es carnívora y consume zooplancton, incluidos crustáceos, medusas y huevos y larvas de pescado; a veces se la ha visto consumir pequeños individuos de su propia especie. Posee varios depredadores. Muchos son vertebrados, incluidas especies de aves y peces. Algunos depredadores son otros miembros del zooplancton gelatinoso tales como ctenóforos Beroe y varios Scyphozoa (medusas).
Esta medusa de peine tiene la capacidad de autofecundarse, ya que son hermafroditas. Tienen gónadas que contienen racimos de ovarios y grupos de espermatóforos en su gastrodermis. Este animal lleva 150 huevos en cada canal meridional. Los huevos y los espermatozoides se liberan en la columna de agua donde tiene lugar la fertilización externa. El desove comienza a última hora de la tarde o a la 1:00 o 2:00 a. m. Los huevos de desove desarrollan una capa externa gruesa dentro de 1 minuto después de tocar el agua de mar. Se pueden producir hasta 10,000 huevos a partir de especímenes grandes en áreas con buena abundancia de presas. La producción de huevos puede comenzar cuando los animales alcanzan unos 15 mm de longitud. La producción de huevos aumenta con el tamaño del ctenóforo, y no está claro cuándo ocurre la senescencia.
Tiene un ano transitorio, lo que significa que su ano aparece solo cuando necesita defecar y desaparece después del acto. No hay una conexión permanente entre el intestino y la parte posterior del cuerpo. En cambio, a medida que se acumulan desechos, parte del intestino comienza a hincharse hasta tocar la capa externa o epidermis. El intestino se fusiona con la epidermis, formando una abertura anal. Una vez que se completa la excreción, el proceso se invierte y el ano desaparece. Los animales defecan a intervalos regulares: una vez por hora en los adultos de 5 centímetros de largo, y una vez cada 10 minutos más o menos en las larvas.
La especie se desplaza muy lentamente.

## Especie invasora

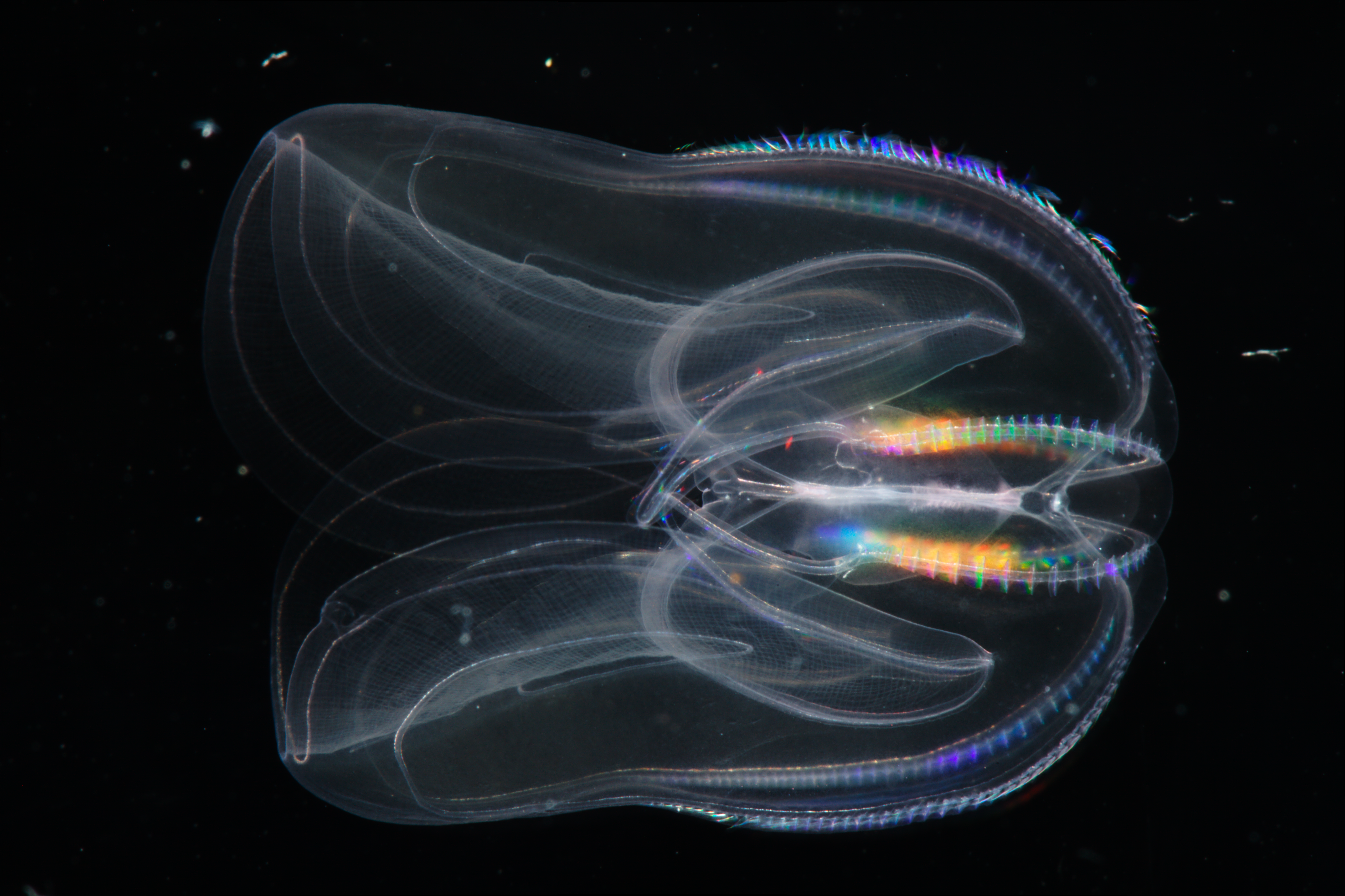
Mnemiopsis leidyi

### Década de 1980 – Mar Negro
En la década de 1980 Mnemiopsis leidyi llegó al Mar Negro, donde solo existía una sola especie de medusa con peine, el pequeño sea gooseberry Pleurobrachia pileus. Es muy probable que se haya introducido accidentalmente junto con el agua de lastre de los buques mercantes. El primer registro de su presencia en el mar Negro data de 1982.
Hacia 1989, la población en el Mar Negro alcanzó su máximo, con unos 400 especímenes por m³ de agua. Posteriormente, la reducción de los alimentos disponibles hizo que bajara la densidad de población que podía soportar el agua, y la población bajo un tanto.
En el Mar Negro, M. leidyi se alimenta de huevos y larvas de peces pelágicos. Ha causado una caída dramática en las poblaciones de peces, notablemente la de la anchoa Engraulis encrasicholus (localmente denominado hamsi, hamsiya, hamsa), al competir por las mismas fuentes de alimento y comer los juveniles y huevos. Se ha intentado con técnicas de control biológico utilizando Beroe ovata, otra medusa de peine, con un grado de éxito relativo; parecería haberse llegado a una situación de equilibrio entre presa y depredador.